# Tilpin
Pour les articles homonymes, voir Turpin.

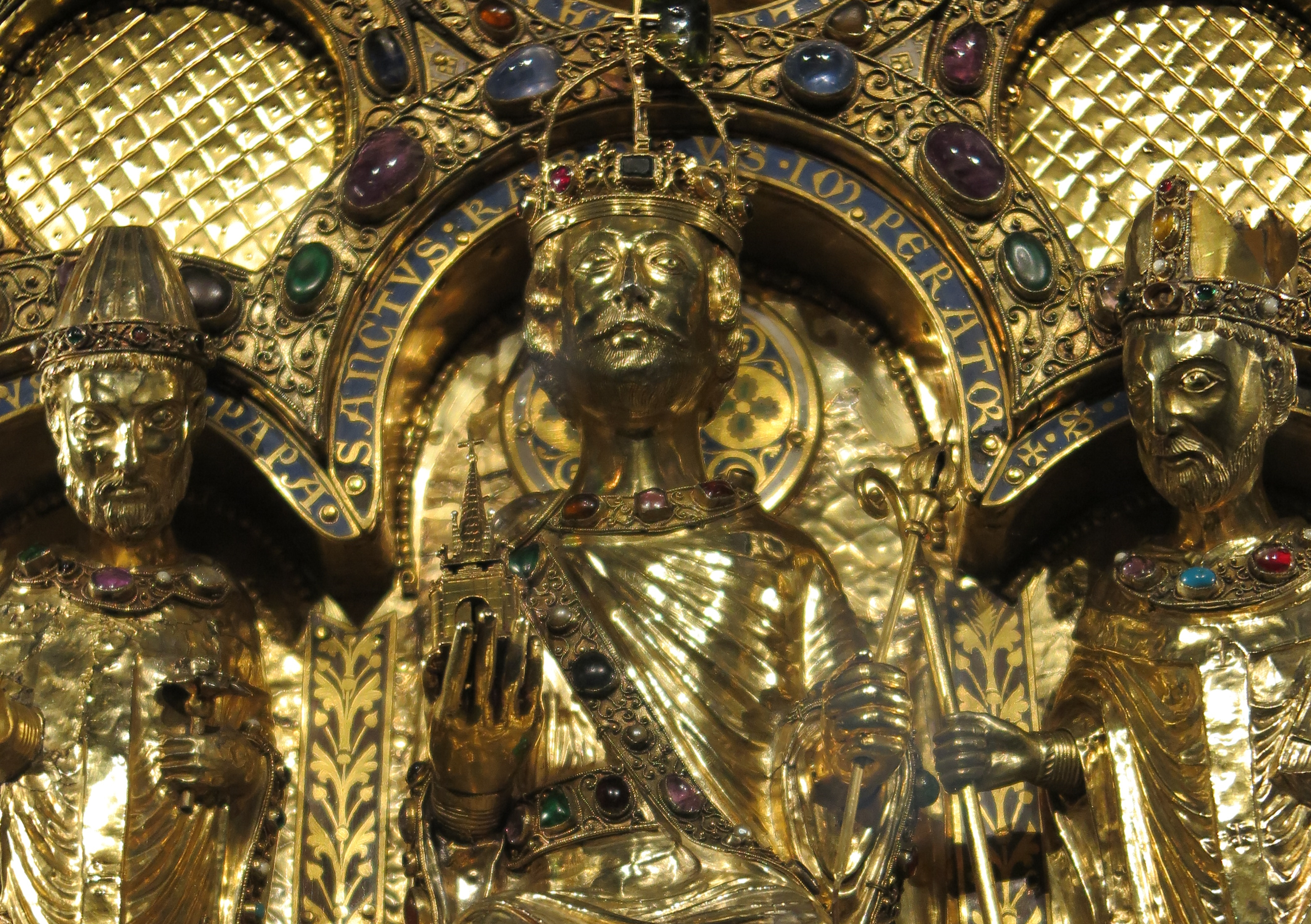
Tilpin à droite de Charlemagne, sur la Châsse de Charlemagne.

Tilpin (ou Tulpin, en latin Tilpinus, et dont le nom est transformé en Turpin dans la légende) est archevêque de Reims d'environ 748 à sa mort en 794 ou le 2 septembre 800.
Il a longtemps été considéré comme l'auteur d'une Histoire de Charlemagne et de Roland, comprise depuis le XVIIIe siècle comme étant un roman légendaire bien plus tardif (XIIe siècle) et désormais connue sous le nom de Chronique du pseudo-Turpin.
Il apparaît sous le nom de Turpin comme un des douze pairs de France dans plusieurs chansons de geste dont la plus importante est la Chanson de Roland où son personnage d'archevêque-combattant est légendaire.

## Biographie
Selon Flodoard, historien du Xe siècle de l'Église de Reims, Tilpin est à l'origine moine à la basilique Saint-Denis. L'élection de Tilpin à la fonction d'archevêque est généralement datée de 748 ou 753. Il est possible qu'il ait servi comme chorévêque auprès de Milon, archevêque de Trèves et de Reims, avant d'assumer seul la charge d'archevêque de Reims quand celui-ci meurt vers 762.
Selon son successeur à l'épiscopat rémois Hincmar, Tilpin œuvre pour restaurer les droits et les propriétés de son église, dont les revenus et le prestige ont souffert lors du règne du plus martial Milo. Tilpin donne à une communauté de moines qui se réunit dans la basilique depuis quelques années (sans doute pas avant 745) une règle monastique, et crée ainsi l'abbaye de Saint-Rémi. On lui attribue aussi la fondation du scriptorium et de la bibliothèque de la cathédrale de Reims. En 769, il est au nombre des douze évêques francs qui participent au concile de Rome.
Quand en 771 Carloman Ier, roi des Francs avec son frère Charlemagne, est enterré dans l'abbaye, c'est probablement Tilpin qui officie. Cet épisode est selon un auteur la cause d'un désintérêt de Charlemagne pour la ville de Reims tout au long de son règne. Malgré cette apparente fraicheur de ses relations avec Tilpin, le futur empereur confirme plusieurs des donations consenties par Carloman à l'abbaye.
Il existe une lettre prétendument adressée par le pape Adrien Ier à Tilpin en 780, dans laquelle le pape rappelle comment Charlemagne lui a demandé d'envoyer à Tilpin le pallium en 779 — lui conférant ainsi l'office d'archevêque —, et comment Charlemagne et Carloman ont rendu à l'église rémoise de nombreuses terres qui lui avaient été confisquées. Les historiens modernes tendent à considérer cette lettre comme significativement altérée par des partisans du siège épiscopal de Reims (les archevêques postérieurs Hincmar ou Ebbo). Une autre lettre, de Hincmar au roi Louis le Jeune, affirme que Tilpin aurait offert à Charlemagne la villa de Douzy à titre de précaire en échange de la double dîme (nona et decima) et d'une rente annuelle de douze livres d'argent. Cette lettre est également suspectée d'être un faux.
Tilpin meurt en 794, à en croire un document cité par Jean Mabillon, ou encore le 2 septembre 800. Dans l'épitaphe qu'il lui compose, Hincmar affirme qu'il a été évêque pendant plus de quarante ans ; Flodoard dit qu'il meurt dans sa quarante-septième année d'exercice.
La Chronique du Pseudo-Turpin ou Historia de vita Caroli magni et Rolandi, récit des exploits de Charlemagne présenté comme raconté par Tilpin, connaît une popularité croissante à partir de la seconde moitié du XIIe siècle. Ce texte est toutefois apocryphe et son contenu est légendaire.
Il est possible que la légende guerrière qui s'est cristallisée autour de Tilpin sous le nom de Turpin soit due à une confusion d'identité avec son prédécesseur Milon : selon Flodoard, Charles Martel chasse l'archevêque Rigobert de son office, et le remplace par le clerc-combattant Milon. Flodoard mentionne également une mission de Milon auprès des Vascons, le peuple auquel les historiens attribuent la mort de Roland et d'autres fidèles de Charlemagne, dont Turpin, à la bataille de Roncevaux décrite dans La Chanson de Roland.

## Source
- (en) Cet article est partiellement ou en totalité issu de l’article de Wikipédia en anglais intitulé « Tilpin » (voir la liste des auteurs).

### Articles liés
- Liste des évêques et archevêques de Reims
- Archidiocèse de Reims